# Kim Liên (phường)
Kim Liên là một phường thuộc thành phố Hà Nội, Việt Nam. Phường có diện tích tự nhiên 2,46 km², quy mô dân số 109.107 người (2025).

## Tên gọi
Tên gọi Kim Liên bắt nguồn từ tên của làng cổ Kim Liên ở phía nam kinh thành Thăng Long xưa, cũng như là tên của đền Kim Liên – trấn phía nam trong Thăng Long tứ trấn. Cái tên Kim Liên xuất hiện từ năm Tân Sửu (1841), khi tên của làng cổ lúc bấy giờ là Kim Hoa – vì kỵ húy mẹ vua Thiệu Trị là Tá Thiên Nhân hoàng hậu Hồ Thị Hoa – phải đổi lại thành Kim Liên.

## Địa lý
Phường Kim Liên có diện tích tự nhiên là 2,46 km². Ranh giới của phường được xác định theo các đường phố hiện hữu, cụ thể: Phía đông tiếp giáp phường Bạch Mai, với ranh giới đi theo đường Giải Phóng; phía tây tiếp giáp phường Đống Đa, với ranh giới đi theo phố Tây Sơn, phố Hồ Đắc Di, phố Đặng Văn Ngữ và phố Nam Đồng; phía nam tiếp giáp phường Phương Liệt và phường Khương Đình, với ranh giới đi theo đường Trường Chinh; phía bắc tiếp giáp phường Văn Miếu – Quốc Tử Giám, với ranh giới đi theo phố Xã Đàn.

## Lịch sử
Khu vực phường Kim Liên xưa là vùng đất của các làng cổ Kim Liên, Trung Tự và Khương Thượng.
Đất làng Kim Liên xưa có nhiều đầm lầy, nên làng ban đầu được gọi bằng tên Đồng Lầm – tức làng đồng ruộng nhiều bùn. Tới thời vua Lê Thần Tông (1619) làng được đổi tên thành làng Kim Hoa, rồi sau vì kỵ húy hoàng hậu Hồ Thị Hoa nên phải đổi lại thành Kim Liên vào năm 1841. Đây là một trong 36 phường của Thăng Long thời Lê. Sang thời Nguyễn, phường được đổi thành thôn và là một trong 23 thôn, trại, phường thuộc tổng Tả Nghiêm (sau đổi thành tổng Kim Liên), huyện Thọ Xương, phủ Hoài Đức, từ năm 1915 thuộc huyện Hoàn Long, tỉnh Hà Đông. Năm 1926, làng có 1.586 nhân khẩu, lượng dân cư được coi là tương đối đông. Phần diện tích của làng hiện đang nằm trong địa giới hành chính của hai phường Kim Liên và Văn Miếu – Quốc Tử Giám, trong đó phần đất làng thuộc địa giới phường Kim Liên hiện nay là khu vực các dãy nhà cao tầng của khu tập thể Kim Liên – nơi xưa kia vốn là các cánh đồng của làng; còn khu dân cư của làng trước đây, với con đường làng xưa – nay đã trở thành phố Kim Hoa – cũng như di tích lịch sử đền Kim Liên, hiện thuộc địa giới hành chính của phường Văn Miếu – Quốc Tử Giám.
Ngày 21 tháng 12 năm 1974, UBND TP. Hà Nội ban hành Quyết định về việc thành lập tiểu khu Kim Liên thuộc khu phố Đống Đa. Tháng 12 năm 1978, UBND TP. Hà Nội ban hành Quyết định về việc sắp xếp tiểu khu Kim Liên thuộc khu phố Đống Đa.
Năm 1980, tiểu khu Kim Liên thuộc khu phố Đống Đa.
Ngày 3 tháng 1 tháng 1981, Hội đồng Chính phủ ban hành Quyết định số 3-CP về việc thống nhất tên gọi các đơn vị hành chính ở nội thành, nội thị.
Ngày 10 tháng 6 năm 1981, UBND TP. Hà Nội ban hành Quyết định về việc đổi tên khu phố Đống Đa thành quận Đống Đa, đồng thời thành lập phường Kim Liên thuộc quận Đống Đa.
Ngày 14 tháng 11 năm 2024, Ủy ban Thường vụ Quốc hội ban hành Nghị quyết số 1286/NQ-UBTVQH15 về việc sắp xếp đơn vị hành chính cấp xã của thành phố Hà Nội giai đoạn 2023 – 2025 (nghị quyết có hiệu lực từ ngày 1 tháng 1 năm 2025). Theo đó, điều chỉnh 0,25 km² diện tích tự nhiên và quy mô dân số là 7.241 người của phường Trung Tự vào phường Kim Liên.
Phường Kim Liên có 0,59 km² diện tích tự nhiên và quy mô dân số là 21.707 người. 
Tính đến ngày 31/12/2024, phường Kim Liên có diện tích 0,59 km² và quy mô dân số là 29.341 người.
Ngày 16 tháng 6 năm 2025, theo đợt sáp nhập tỉnh, thành và kết thúc hoạt động của đơn vị hành chính cấp huyện của Việt Nam, phường Kim Liên mới được thành lập, dựa trên cơ sở sáp nhập toàn bộ diện tích tự nhiên, quy mô dân số của phường Kim Liên cũ, phường Khương Thượng, một phần diện tích tự nhiên, quy mô dân số của các phường Nam Đồng, Phương Liên – Trung Tự, Trung Liệt, Phương Mai và Quang Trung cũ.

## Địa chỉ trụ sở các cơ quan
- Trụ sở Đảng ủy phường: Số 23, phố Lương Định Của, phường Kim Liên (Địa chỉ cũ: Số 23, phố Lương Định Của, phường Kim Liên, quận Đống Đa)
- Trụ sở UBND phường: Số 2, ngõ 4B phố Đặng Văn Ngữ, phường Kim Liên (Địa chỉ cũ: Số 2, ngõ 4B phố Đặng Văn Ngữ, phường Phương Liên - Trung Tự, quận Đống Đa)

## Đô thị
Trên địa bàn phường Kim Liên có nhiều loại hình khu dân cư gồm khu nhà tập thể cũ, chung cư cao tầng và nhà thổ cư. Khu tập thể Kim Liên gồm nhiều khu nhà khác nhau.

## Kinh tế
Thời xưa, dân làng Kim Liên xưa sống thành từng xóm ven các gò đất cao với nghề làm ruộng, đánh bắt và nuôi cá, trồng rau muống, thả sen lấy hoa và hạt, cùng công việc "nhấn bùn" cho vải màu nâu ngả sang đen tại hồ Bảy Mẫu và hồ Ba Mẫu. Dân làng Đông Tác – Trung Tự cũng sống bằng nghề làm ruộng và trồng rau. Vào thời Lê, một bộ phận dân làng lên khu vực phố Cầu Gỗ và đầu phố Hàng Bạc mở cửa hàng, nhận quần áo để nhuộm hoặc đem cho dân làng Kim Hoa nhuộm.